# Transmisia TV de pe teren

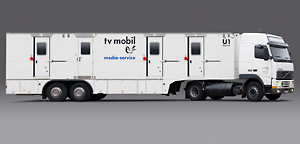
Exteriorul unui 1 TV - Mobil

Transmisia TV de pe teren este procesul de producere de programe de televiziune sau de radio (în special pentru a transmite știri și evenimente sportive) dintr-un studio de emisie mobil. Semnalele de la camerele video și microfoanele profesionale intră în caravana de producție pentru procesare, înregistrare și eventual transmisie. Studioul mobil pentru producție este numit caravană de producție, unitate mobilă sau autoutilitară de producție.

## Aplicatiile moderne
În trecut multe aplicații (echipamente) de transmitere de pe teren se bazau pe legătura prin satelit pentru a transmite în direct audio și video către studioul TV. În timp ce acest lucru are avantajul său, cum ar fi posibilitatea de a transmite practic de oriunde din raza de acoperire a unui satelit geostaționar, legătura prin satelit este foarte costisitoare, iar latența pentru o transmitere dus-întors este în intervalul 240 - 280 milisecunde. Aplicațiile moderne cum ar fi echipamentele hardware sau software ce folosesc IP au permis folosirea rețelelor publice 3G / 4G pentru difuzarea de conținut video și audio. Latența rețelei 3G este în jur de 100 - 500 milisecunde, în timp ce în rețeaua 4G este mai mică de 100 milisecunde. 

## Interiorul unui studio mobil
O caravană obișnuită este de obicei împărțită în cinci părți.
- Partea echipajului de televiziune este localizată în prima și cea mai mare încăpere, zona de producție video. Directorul de televiziune, directorul tehnic, directorul adjunct, operatorul prompter-ului și producătorul TV de obicei stau în fața unui panou cu monitoare. Directorul tehnic stă în fața comutatorului video. Monitoarele afișează toate filmările video de la toate sursele, incluzând grafică pe calculator, camere video profesionale, camere video cu casetă, servere video ăi camere de filmat cu încetinitorul. Panou de monitoare conține și un monitor care afișează care va fi următoarea sursă video transmisă și un monitor care arată sursa video care este în direct sau înregistrată în momentul respectiv.
- A doua parte a caravanei este acolo unde inginerul de sunet are un mixer audio (fiind alimentat cu diverse fluxuri audio: reporteri, comentarii, microfoane de pe teren etc.). Inginerul de sunet poate controla ce flux audio este trimis către ieșire și urmează instrucțiunile directorului. Informațiile de la producători și regizori sunt transmise direct la studioul mobil prin intermediul cablurile și echipamentelor audio care se instalează în mod obișnuit în arenă și în locul unde stau comentatorii. În mod normal inginerul audio are și un monitor care îl ajută la sincronizarea sunetului cu filmarea.
- A treia parte a studioului mobil este zona de înregistrare video. Această zona are o colecție de mașini și echipamente, incluzând servere video și alte surse de alimentare sau echipamente informatice. Această cameră are operatori care gestionează echipamente ce permit transmiterea de reluări sau redarea cu încetinitorul pentru a pune în evidență anumite faze importante ale acțiunii.
- Partea a patra este zona de control video unde camerele video profesionale sunt controlate cu ajutorul unităților de control al camerei de către unul sau doi operatori, care se asigură că diafragma este la expunerea corectă și că toate camerele arată la fel. Acești operatori pot echilibra și focaliza camerele din această poziție în interiorul caravanei.
- În a cincea parte se realizează transmisia, unde semnalul este monitorizat pentru controlul calității și este transmis sau trimis altor studiouri mobile. Transmisia este monitorizată de ingineri pentru a se asigura ca telespectatorii au o imagine bună și un semnal de înaltă calitate.

## Galerie

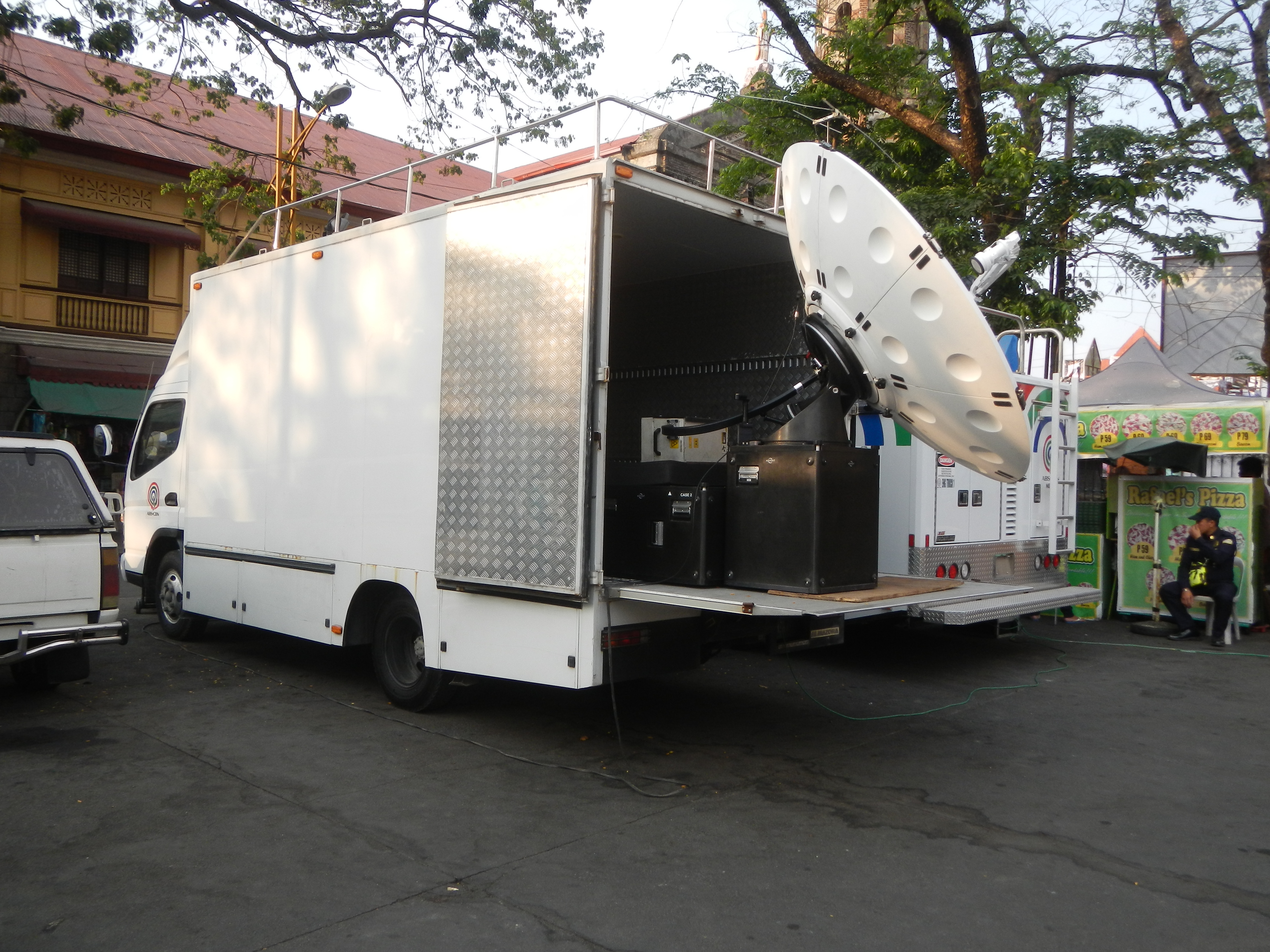
O dubă ABS-CBN OB transmițând prin satellit
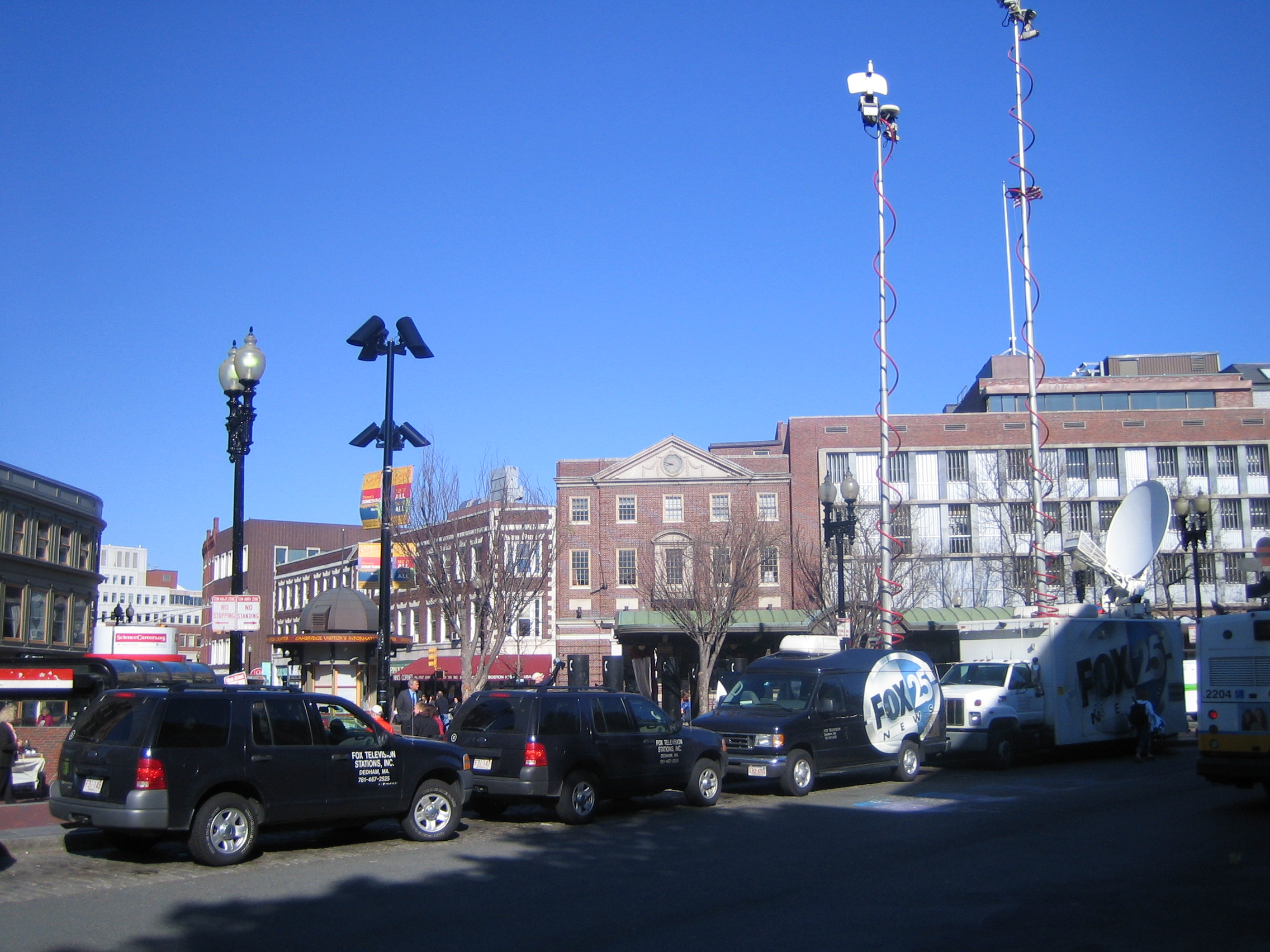
Camioane FOX 25 în Harvard Square din Boston
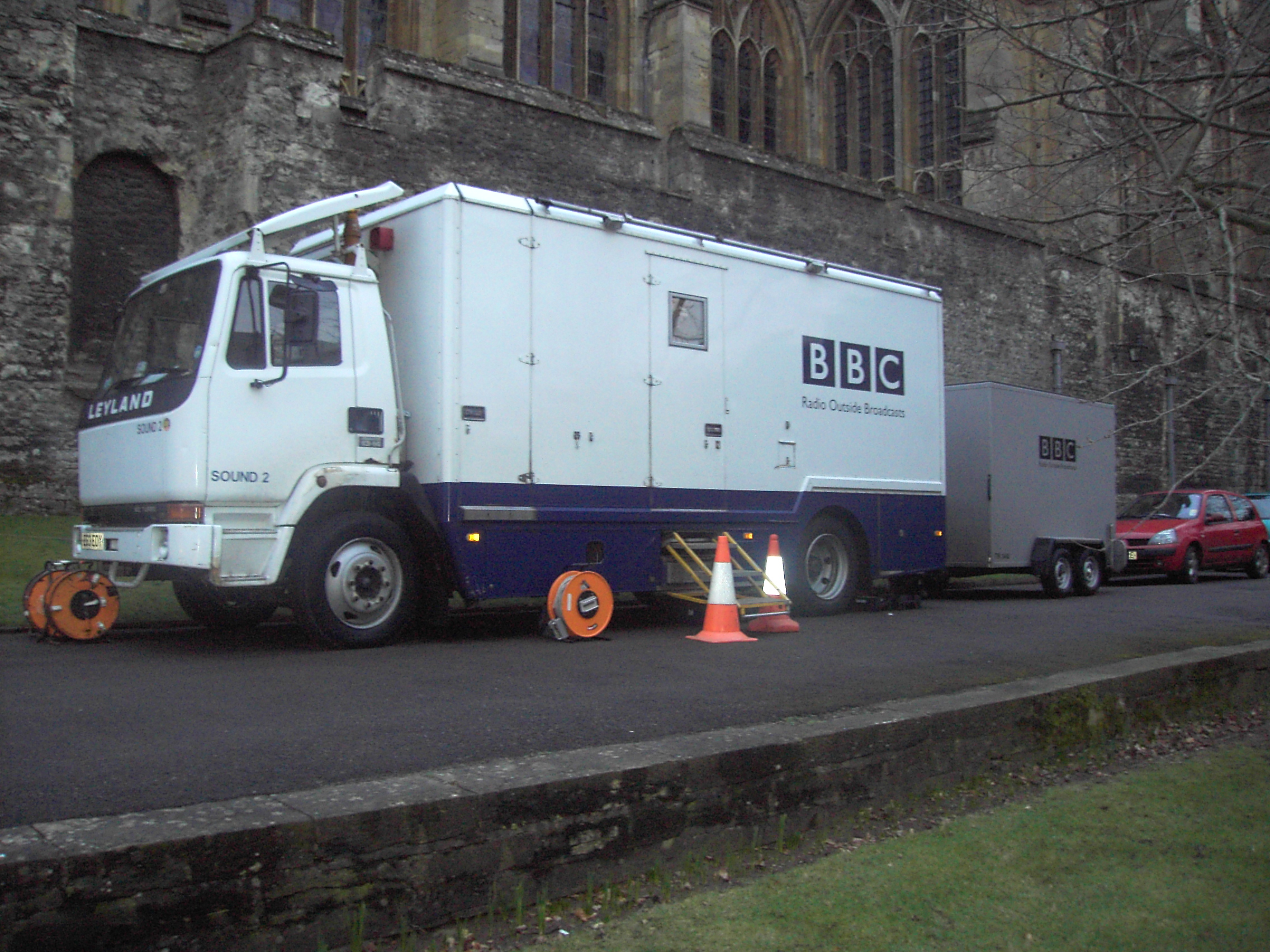
O caravană de transmisie A BBC Radio la New College, Oxford
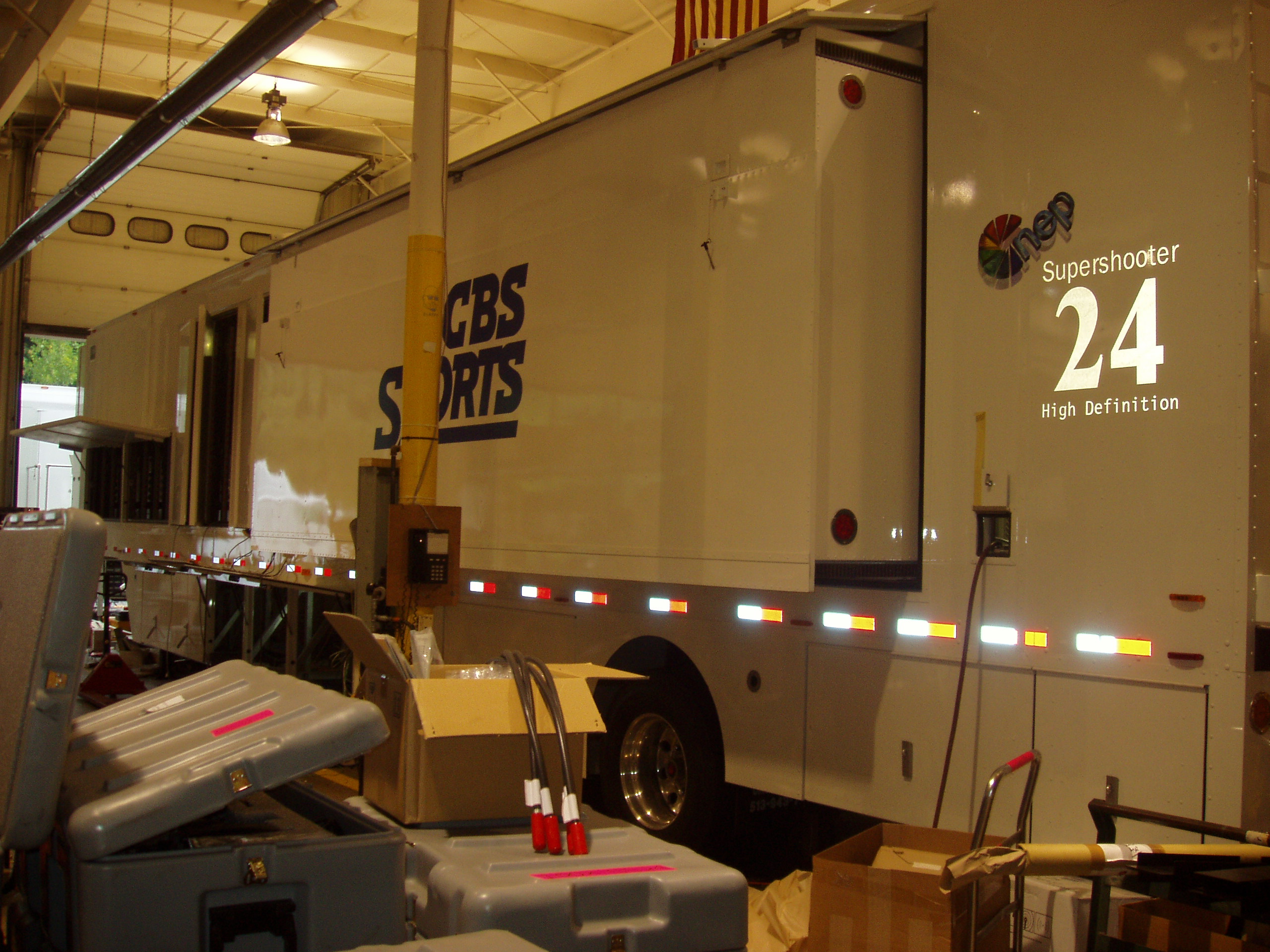
O unitate de producție la distanță a A CBS Sports fabricată în Pittsburgh PA
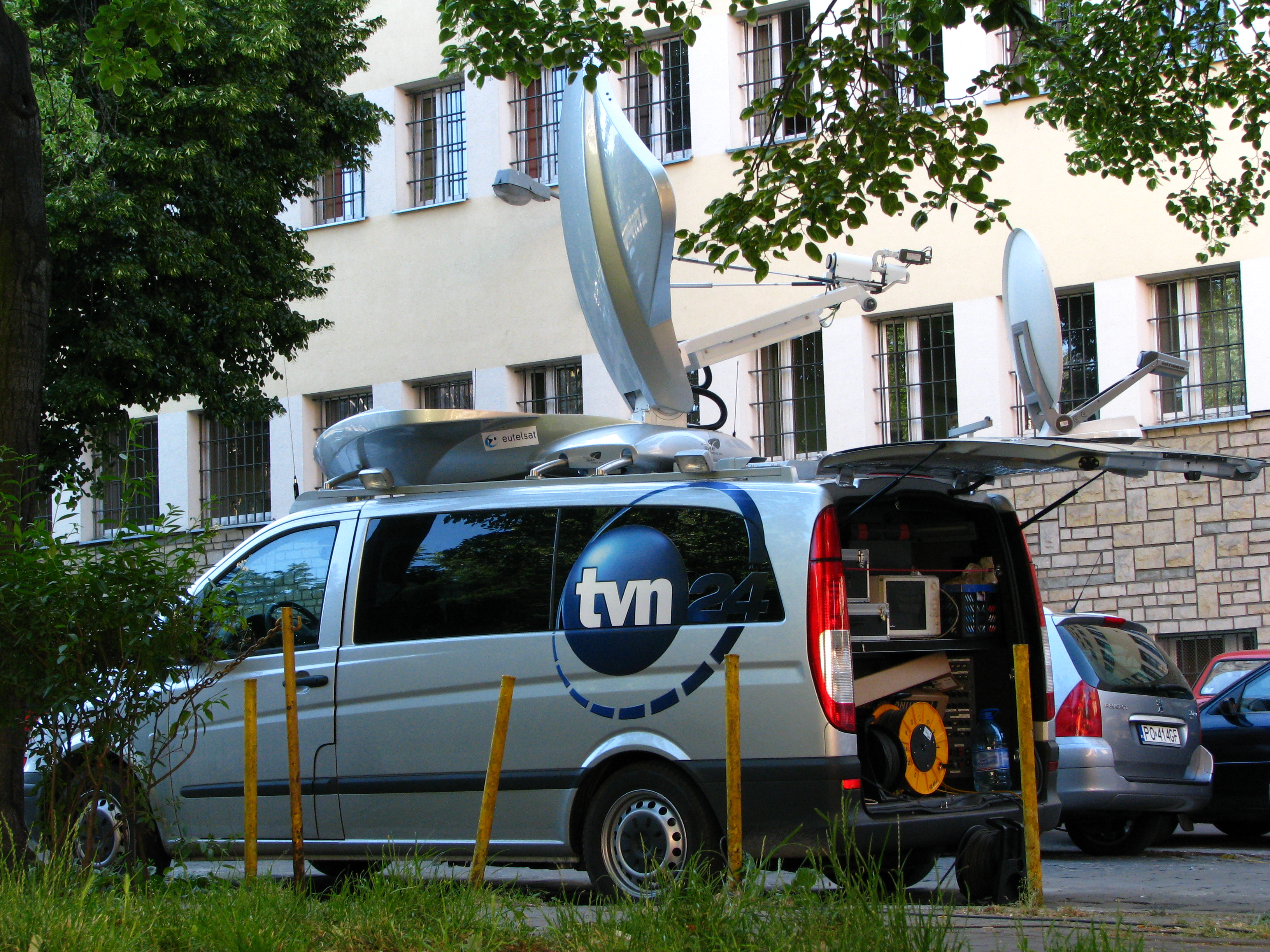
O camionetă A TVN24 pentru transmiterea de pe teren în Poznań, Poland
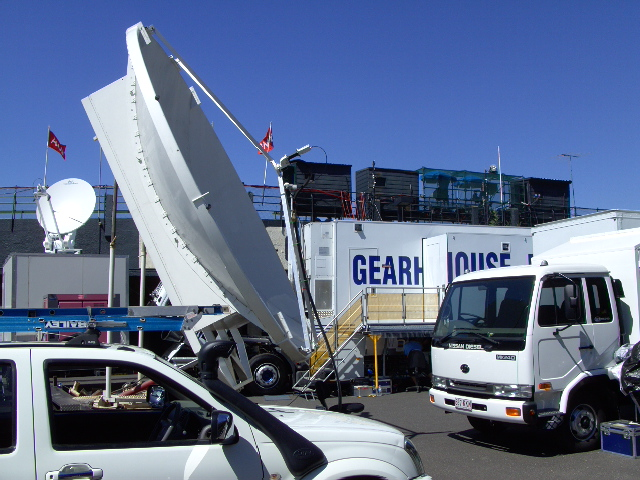
Transmisie de pe teren a unui turneu de tenis: Camion de producție expandabil, antene pentru transmitere prin satelit, camion pentru generatoare. Kooyong, Victoria, Australia, 2008
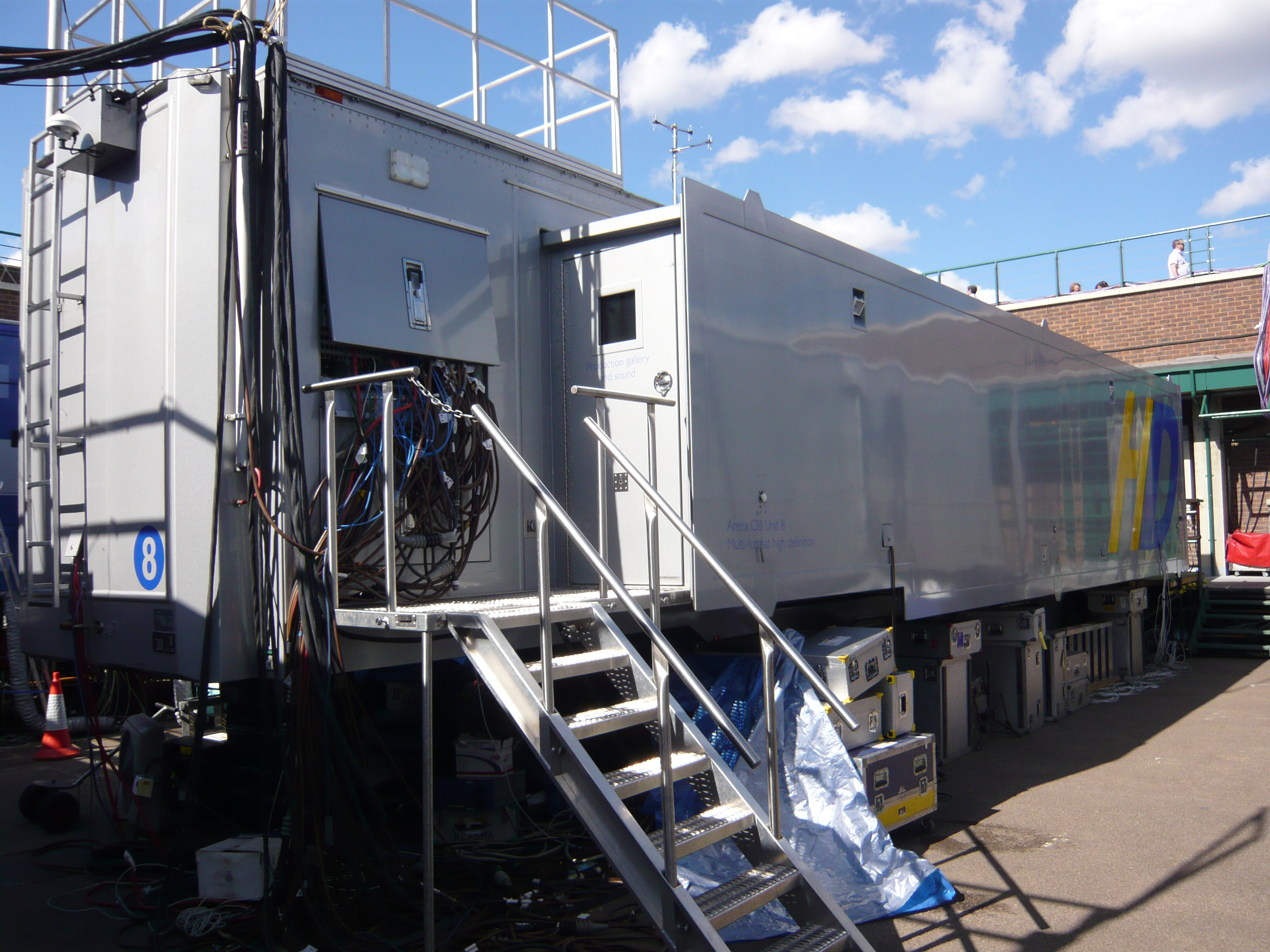
Arena TV OB 8 care lucrează pentru BBC la campionatele de tenis Wimbledon, Marea Britanie
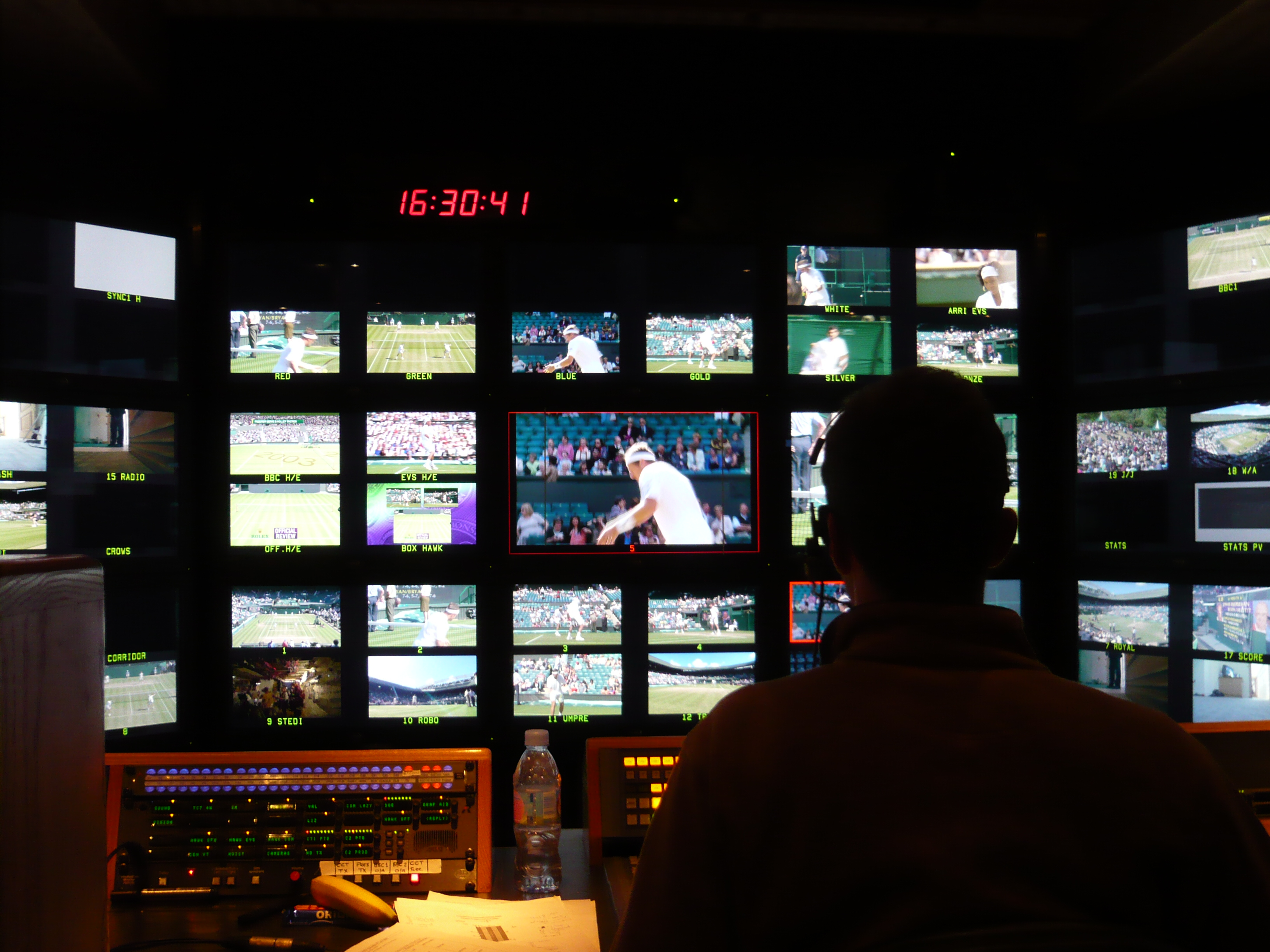
În galeria de producție a  Arena OB 7 la campionatul de tenis Wimbledon, Marea Britanie
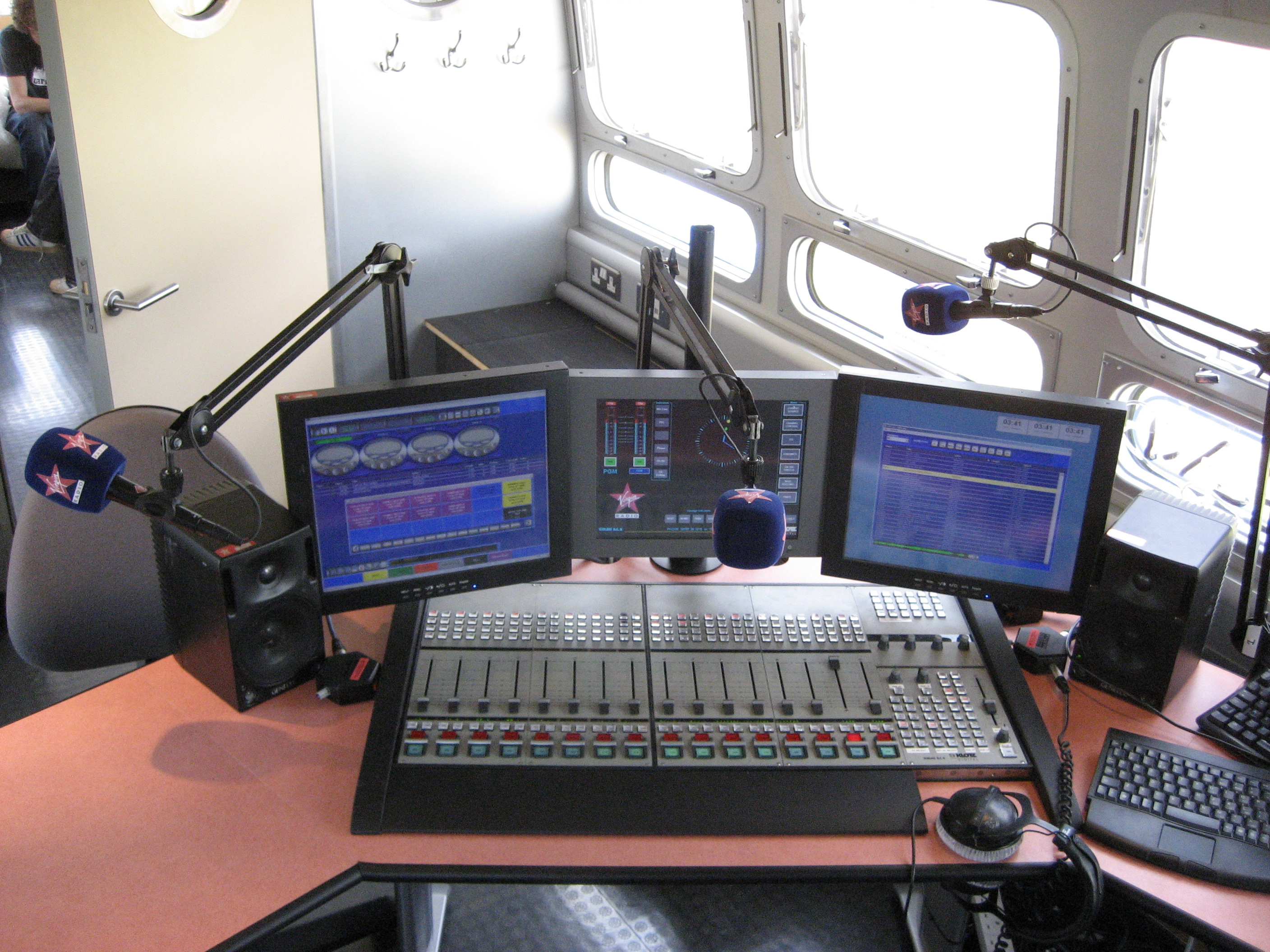
Mixerul Vadis DC II de la Klotz Digital utilizat la Virgin Radio pentru transmiterea festivalului „V Festival 2007”